# Orchamus (mythologie)
Orchamus was in de Griekse mythologie de koning van Perzië, en de vader van de nimf Leucothea. Deze was verliefd op de god Apollon, maar haalde zich daarmee de jaloezie van de Oceanide Clytia op de hals; Clytia verried de affaire aan Orchamus, die Leucothea daarop levend liet begraven. 